# Knoedler

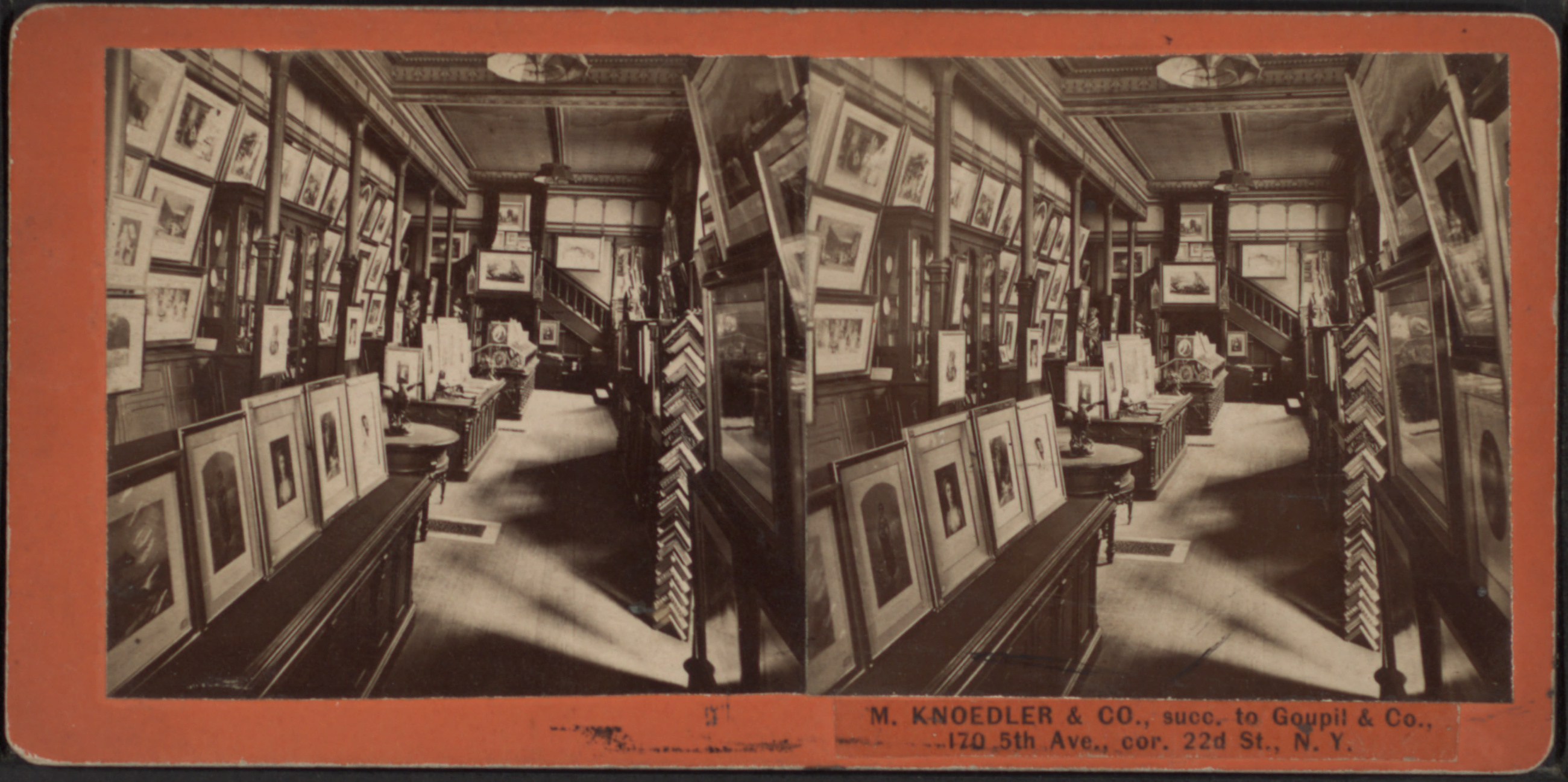
Стереоскопическая фотография интерьера галереи (1860−1880)

Knoedler (M. Knoedler & Co.) — художественный салон (галерея) в Нью-Йорке, основанный в 1846 году.
Одна из старейших коммерческих художественных галерей в США, работавшая 165 лет и закрывшаяся в 2011 году из-за судебных исков о мошенничестве.

## История
Knoedler берет свое начало в 1846 году, когда французские дилеры Goupil & Cie (издательский дом, основанный в Париже в 1827 году) открыли филиал в Нью-Йорке. Мишель (позже Майкл) Кнёдлер (Michael Knoedler, 1823—1878) начал работать в Goupil & Cie в Париже в 1844 году и переехал в США в 1852 году, чтобы возглавить нью-йоркский филиал. Он приобрел в собственность это американское подразделение бизнеса в 1857 году, позже к нему присоединились его сыновья Роланд, Эдмонд и Чарльз. Роланд возглавил компанию после смерти отца в 1878 году.
Вместе с арт-дилером Чарльзом Карстерсом компания Knoedler открыла свои филиалы в Питтсбурге (1897), Лондоне (1908) и Париже (1895), заработав репутацию ведущего дилера картин старых мастеров. В числе их клиентов были такие коллекционеры искусства, как Коллис Хантингтон, Корнелиус Вандербильт, Генри Хавемейер, Уильям Рокфеллер, Уолтер Крайслер, Джон Астор, Эндрю Меллон, Джон Морган и Генри Крик, а также такие учреждения, Метрополитен-музей, Лувр и Галерея Тейт. Knoedler установила плодотворные отношения с лондонской галереей Colnaghi, с которой они были вовлечены в секретную продажу советским правительством произведений из коллекции Эрмитажа вместе с Фрэнсисом Маттисеном из Берлина. Таким образом Knoedler & Co. стала частью элитной группы арт-дилеров, которая доминировала на рынке британской живописи в Америке.
После ухода Роланда Кнёдлера на пенсию в 1928 году руководство фирмой перешло к его племяннику Чарльзу Хеншелю вместе с Кармен Месмор, Чарльзом Карстерсом и его сыном Кэрроллом Карстерсом. После смерти Чарльза Хеншеля в 1956 году, дело перешло Коу Керру и Роланду Балая (внук Майкла Кнёдлера). В 1971 году фирма была продана промышленнику и коллекционеру Арманду Хаммеру за 2,5 миллиона долларов. После смерти Хаммера в 1990 году фонд Хаммера продолжал владеть контрольным пакетом акций галереи, пока она не закрылась в 2011 году.
M. Knoedler & Co. участвовала в нескольких громких судебных процессах, связанных с разграбленными нацистами произведениями искусства, включая работу Матисса, конфискованную в 1941 году у семьи Розенбергов, которую галерея приобрела в 1954 году и которую в конечном итоге была подарена в 1996 году Сиэтлскому художественному музею, а также «Портрет дворянина» («Portrait of a Gentleman») кисти Эль Греко, захваченный гестапо в 1944 году. В каталогах выставок в качестве предыдущего владельца портрета был указан венский арт-дилер Фредерик Монт (Frederick Mont). По словам Анны Уэббер, сопредседателя Комиссии по перемещённым культурным ценностям в Европе, Монт получил эту картину в результате сотрудничества с гестапо. После подачи исков обе картины были изъяты у владельцев.
В период с 1994 по 2011 год, когда директором галереи была Энн Фридман (Ann Freedman), M. Knoedler & Co. продавала, среди прочих, поддельные картины Роберта Мазервелла, Джексона Поллока и Марка Ротко. Это вызвало скандал и судебные иски. В заявлении M. Knoedler & Co., опубликованном 28 ноября 2011 года, просто сообщалось, что галерея закрывается навсегда по деловым причинам, не связанным с судебными разбирательствами, с которыми она столкнулась по поводу продажи поддельных картин.